# One Man Army and the Undead Quartet
One Man Army and the Undead Quartet è una band thrash death metal nata nel 2004 a Trollhättan, Svezia. La band è stata creata dal cantante Johan Lindstrand dopo lo scioglimento della sua precedente band, gli svedesi The Crown. Musiche e testi della band sono scritti, in buona parte, proprio da Lindstrand, tanto che nel loro primo album intitolato 21st Century Killing Machine non compaiono i nomi degli altri membri. Il giorno 23 novembre 2012 con un comunicato stampa il cantante Johan Lindstrand ha annunciato lo scioglimento del gruppo, proseguendo la sua carriera con i The Crown.

## Formazione

### Formazione attuale
- Johan Lindstrand - voce
- Jonas Blom - chitarra elettrica
- Mattias Bolander - chitarra
- Robert Axelsson - basso
- Marek Dobrowolski - batteria

### Ex componenti
- Valle Daniel Adzic - basso
- Pekka Kiviaho - chitarra
- Mikael Lagerblad - chitarra

## Discografia

### Demo
- 2005 - When Hatred Comes to Life

### Album in studio
- 2006 - 21st Century Killing Machine
- 2007 - Error in Evolution
- 2008 - Grim Tales
- 2011 - The Dark Epic...

### Singoli
- 2006 - Christmas for the Lobotomizer